# Serenje, Zambia
Serenje, este un oraș în provincia Centrală, Zambia, situat la nord-est de Mkushi și la 191 km de Kapiri Mposhi pe Marea Șosea de Nord. Este o stație importantă pe linia ferată operată de TAZARA. 